# Kophobelemnon stelliferum
Kophobelemnon stelliferum (Müller, 1776) è un  ottocorallo pennatulaceo della famiglia Kophobelemnidae.

## Descrizione
Questa specie forma colonie di colore bianco-grigiastro, di forma allungata, a clava, con rachide lungo sino a 30 cm, che si ingrossa distalmente, ancorato al substrato con un bulbo basale.
Le colonie sono costituite da un polipo assiale che forma il rachide e dai polipi secondari distinti in autozooidi, lunghi 10-15 mm, dotati di otto tentacoli pinnulati, parzialmente retrattili, disposti in due serie longitudinali lungo la concavità del rachide, e in sifonozooidi, più piccoli, privi di tentacoli, presenti sia sulla parte convessa del rachide che alla base degli autozooidi.
La colonia è irrigidita dalla presenza di un gran numero di scleriti tubercolati, fusiformi, lunghi da 0,1 a 0,6 mm.

## Distribuzione e habitat
È una specie cosmopolita diffusa lungo la scarpata continentale dell'oceano Atlantico nord-orientale e nord-occidentale e nel Pacifico nord-occidentale, a profondità comprese tra 40 e 500 m. È presente anche nel bacino occidentale del mar Mediterraneo,  dallo stretto di Gibilterra e dal mare di Alborán, sino al mar Tirreno e al canale di Sicilia; una densa popolazione scoperta recentemente nelle acque pugliesi del mar Adriatico rappresenta il limite orientale della sua distribuzione nel Mediterraneo.